# 胡美倫
胡美倫 ( Wu Mei Lun，1908年 - 1985年2月24日 )，香港粵曲歌手，電影演員。胡美倫在20世紀40年代自組「明月音樂社」，常到香港電臺演出，粵曲歌壇有「中板王」之美譽，她以中氣十足，發音清晰，抑揚疾除，腔圓調潤，而被稱之為「粵曲金嗓子」。

## 家庭
- 自與勞先生結婚後，即息影，專心相夫教子，只偶爾為慈善客串演出；
- 兩人育有一子兩女，么女勞韻妍為香港電臺播音員及龍翔劇團花旦[2]。

## 心臟病突發
- 1985年2月24日(年初五，星期日)下午4時30分，在醫院因心臟病突發逝世，享年77歲。1985年3月7日(星期四) 中午12時30分在香港殯儀館以佛教儀式大殮，下午1時出殯[2]。

## 電影
- 胡美倫的銀幕處女作《妻多夫賤》(1936年，飾演第七妾待)；
- 胡美倫的息影作《金屋藏嬌》(1952年，飾演朱太太)；
- 胡美倫一生共參演超過70多齣電影。

## 粵曲
- 美國勝利唱機公司《月照梨魂》：胡美倫獨唱；
- 《江山美人》：撰曲：胡文森；演唱：胡美倫、徐柳仙；
- 《珠聯璧合》：撰曲：朱老丁；演唱：胡美倫、譚伯葉；
- 《芳草送斜陽》：胡美倫、張月兒；
- 上海百代公司唱片《地久天長》：胡美倫、桂名揚；
- 《大鬧梅知府》：胡美倫、半日安；
- 《花開富貴》：胡美倫獨唱；

## 外部連結
- 香港電影資料館：胡美倫參演電影的記錄[永久]
- 香港影庫：胡美倫 （页面存档备份，存于）